# 趙鞅
趙 鞅（ちょう おう、? - 紀元前476年）は、中国春秋時代の晋の政治家。姓は嬴、氏は趙、諱は鞅、諡は簡。趙簡子と呼ばれる。趙武（趙文子）の孫で、趙成（趙景子）の子。趙伯魯、趙無恤（趙襄子）らの父。 

## 生涯

### 出生
趙鞅は晋の文公に仕えた趙衰（趙成子）を初代とする6代目の趙家の当主で、趙朔（趙荘子）の代で一時衰退した趙家を興隆させた趙武を祖父に持つ。その趙武は宰相にあたる正卿・中軍の将となり権勢を築いた。しかし、父である趙成は祖父と異なり、次卿・中軍の佐まで昇進したものの、正卿にはならずに亡くなった。後を継いだ趙鞅は下軍の左となり 六卿の一角となる

### 趙鞅の立身
ある時趙鞅は、晋随一の賢臣として名高い羊舌肸（叔向）に「魯の宰相の仲孫蔑（孟献子）は、彼の為に戦う家臣が5人もいるのに、私には何故1人もいないのでしょうか?」とこぼしたが、それに対し叔向が「それはあなたが欲しないからです。もしあなたが欲するのなら、私がその勇者になりましょう」と答えるなど、趙鞅の才能は叔向からも認められていた。
紀元前520年、周王室にて景王が狩りの最中に心臓発作で崩御した後に即位した太子の猛（後の悼王）と王の庶兄・王子朝との間に後継争いが勃発し、周都が灰燼に帰した際に、趙鞅は太子猛の要請にて晋軍を率いて王子朝軍を破り、紀元前516年に太子猛を即位させる等の功績を残した。
紀元前514年、趙鞅は正卿・中軍の将の魏舒（魏献子）や他の六卿の誘いに乗り、公族の羊舌氏（叔向の子の家）と祁氏（祁奚・祁午の子の家）を滅ぼし、その領地に子息達を大夫として配置して勢力を固めるなど、調和を目指した祖父の趙武とは正反対の道を歩むようになる。
その翌年の紀元前513年、趙鞅は荀寅（中行文子）と共に、士匄（范宣子）が定めた法を鼎に彫り付けた刑鼎を公開し、これが晋で初めての成文法となった。
紀元前501年には、魯で数々の悪名を流して晋に亡命した陽虎を、全家臣の反対を押し切って召し抱えた。この事に恩を感じた陽虎は、以後趙鞅のために奮闘するようになる。

### 末子趙無恤を後継者に
趙鞅はある時、自宅へ姑布子卿という人相見の名人を招いた。子供たちの人相を見た姑布子卿は「将軍になられるような人相を持った方はおられません」と伝えた。趙鞅は落胆したが、実は姑布子卿には末子を見せておらず、姑布子卿はこの末子を見た瞬間、「将軍になられる方である」と予言した。その子こそ、後の趙無恤である。当初、趙鞅は長子の伯魯を後継者にしていたが、彼も無恤の能力を認めて彼を後継者へと据えた。
また趙鞅がある時、大病に罹患して丸々2日間半も昏睡状態に陥り、当時の名医として知られる扁鵲の診察を受けたことがあった。この最中に不思議な夢を見た。その夢の中では天帝のもとで百神と遊んでいた。
趙鞅は
1. 2頭の熊を殺し、それに喜んだ天帝は、
2. 2つの箱を趙鞅に下賜。
3. 天帝のそばには1人の子がいて、
4. 天帝から狄（てき）の犬を預けられて、子供が壮年になったら与えるように、と言われていた。

意味が解らずいた所、天帝から派遣された男と遭遇し、意味を告げられた。
1. は晋国内にいる卿を2家討伐するということ、
2. は趙鞅の子供が狄（てき）の地において2つの国に勝つということ、
3. はその子は趙鞅の子であり、
4. 狄（てき）の犬とは北方の代という地域を治めている君主の事で、代の地を趙鞅の子が支配するようになる、

ということであることが解った。これらは全て趙鞅と無恤の将来を言い当てており、
1. は中行氏（荀氏本家）と范氏（士氏分家）を滅ぼすこと、
2. は無恤が代を攻め滅ぼし、晋の卿である智氏（荀氏分家）を滅ぼすこと、
3. で言っている子とは無恤であること、
4. は無恤が代を滅ぼした結果、領有するようになったこと、

以上の4つのことを指している。

### 六卿の内紛
その後、晋国内でも権勢を握っていた六卿の中で争いが勃発、趙鞅は中行氏当主の荀寅（中行文子）と、その姻戚の士氏当主の士吉射（范昭子）と敵対するようになり、紀元前497年に、晋公室を名目上の後ろ盾として、趙氏・魏氏（魏侈、魏襄子）・智氏（智躒、智文子）・韓氏（韓不信、韓簡子）の4氏が合同で2氏を滅亡させることになった。これ以降、晋国内には諸侯に匹敵する広大な領地を持つ4家の台頭を生んだ。

### 衛公室への介入
趙鞅が士氏・中行氏と抗争を続けている最中の紀元前493年頃、衛の太子蒯聵が後継争いに敗れて晋に亡命してくる事件が起き、趙鞅は蒯聵を保護する。その13年後の紀元前480年、趙鞅は衛を攻撃して、蒯聵の子で衛公となっていた出公を出奔させ、蒯聵を衛公（荘公）の座に就けた。
その一方で趙鞅は、衛の国内に趙氏の勢力を多数扶植しており、その一つの戎州が荘公の攻撃にあった際には出兵して荘公に謝罪させ、この事が後の荘公横死に繋がるなど、趙鞅の権力は中堅諸侯をも上回るものとなっていた。
趙鞅は無恤に、趙家の事と代への夢を託し、亡くなった。死後、「簡」を諡され、趙簡子と呼ばれる。

## 趙鞅を題材にした小説
- 宮城谷昌光「老桃残記」『孟夏の太陽』所収,文藝春秋,1991年
- 塚本靑史『裂果 趙襄子伝』日本放送出版協会,2004年

## 参考資料
- 『春秋左氏伝』
- 『史記』趙世家、衛康叔世家